# Beneficio eclesiástico
Beneficio eclesiástico era el cargo dentro del clero secular que otorgaba rentas a su titular o beneficiario, más propiamente llamado beneficiado. 

## Historia
Muchas veces el beneficiado no tenía necesidad de cubrir personalmente su beneficio, pues podía hacerlo mediante un vicario cuando el titular tenía superiores ocupaciones, o era menor de edad, o simplemente no podía o no quería desplazarse a un lugar lejano o desagradable por algún motivo, con lo que en muchos casos los clérigos llevaban una vida poco edificante en ambientes alejados de su teórica misión. También se daba el caso aún menos justificable de acumular varios beneficios.
Existían diversas clases de beneficio eclesiástico: beneficio simple/doble, beneficio mayor/menor o beneficio regular/secular. Había distintos tipos también entre los beneficios simples, como por ejemplo la mayordomía y la prestamera. El beneficiado o beneficiario es la persona que posee derecho a disfrutar del beneficio y obligación de ejercerlo. Como quiera que tal obligación podía delegarse en un vicario, existe también las figuras de beneficiado propio y beneficiado servidero.
Las rentas de estos beneficios solían estar basadas en impuestos religiosos como los diezmos y las primicias, en cobros por el ejercicio del culto, como los derechos de estola, y en otros ingresos, a veces derivados de propiedades territoriales vinculadas al beneficio como manos muertas. Se procuraba obviar que el derecho canónico prohibía cobrar ninguna cantidad por la administración de los sacramentos (pecado de simonía). De ejercerse el cargo mediante un vicario, este recibiría las congruas, y el resto el titular.
Es una situación propia del Antiguo Régimen y de los países católicos. La Reforma protestante, aunque no afectó de la misma manera al clero regular y secular, exigía la presencia del titular de una parroquia entre sus fieles, y en algunas iglesias, era elegido por estos mismos. En otras confesiones más jerarquizadas, como el anglicanismo, la situación era similar a la católica, con la diferencia de que los sacerdotes podían contraer matrimonio.
El fin de los beneficios eclesiásticos coincide con el fin del Antiguo Régimen en los países católicos del sur de Europa, desde la Revolución francesa y las revoluciones liberales, cuando se produce la desamortización y las rentas de la iglesia fueron asumidas por el Estado. A partir de los Concordatos los salarios del clero secular pasan a ser suministrados por este, y en el caso de Francia se produce una total separación de la Iglesia y el Estado.

## Fraseología
- La frase popular sin oficio ni beneficio hace referencia a la persona que no tiene medios de vida.[1]
- Existen multitud de términos que identifican la condición eclesiástica con una vida cómoda:
  - El término canonjía, en origen el beneficio de un canónigo, ha pasado a ser sinónimo de un cargo muy codiciado por lo alto de sus ingresos y la facilidad de su ejercicio, como equivalente a sinecura (sin cuidado).
  - Lo mismo ha pasado con el término prebenda (siendo el significado real de este último el beneficio eclesiástico superior de las colegiatas y catedrales).
  - La expresión vivir como un cura hace referencia a lo mismo.[2]
- Una coplilla segoviana canta:

Los curas y taberneros son de la misma opinión, cuantos más bautizos hacen, más pesetas al cajón